# كرايغ إل. رايس
كرايغ إل. رايس (بالإنجليزية: Craig L. Rice)‏ هو سياسي أمريكي، ولد في 27 سبتمبر 1972 في واشنطن العاصمة في الولايات المتحدة. حزبياً، نشط في الحزب الديمقراطي. وقد انتخب عضو مجلس النواب لولاية ماريلند.